# Erazm Szpaczyński
Erazm Szpaczyński vel Spaczyński ps.: Wandalin Habdank (ur. 1848 w Kamieńcu Podolskim, zm. 19 listopada 1912 w Łodzi) – matematyk, fizyk i nauczyciel; redaktor naczelny Biuletynu Fizyki Doświadczalnej i Matematyki Elementarnej.

## Życiorys
Erazm urodził się w 1848 roku w Kamieńcu Podolskim jako syn Kornela Szpaczyńskiego, późniejszego powstańca styczniowego. W 1866 ukończył gimnazjum w Kamieńcu Podolskim i dwa lata później rozpoczął studia na Wydziale Fizyki i Matematyki Imperatorskiego Uniwersytetu Kijowskiego św. Włodzimierza, które ukończył w 1873.
W 1886 roku założył w Kijowie popularnonaukowa czasopismo "Biuletyn Fizyki Doświadczalnej i Matematyki Elementarnej", którego był redaktorem naczelnym i wydawcą do 1898 roku. W 1891 przeniósł się do Odessy, gdzie objął posadę głównego urzędnika w kancelarii kuratora odeskiego okręgu szkolnego. W 1895 roku został zatrudniony na stanowisku nauczyciela matematyki i fizyki w I Szkole Realnej w Odessie. W 1900 przeniósł się do Łodzi, gdzie został zatrudniony w Szkole Zgromadzenia Kupców, w której pracował aż do śmierci. W latach 1906−1907 pełnił również funkcję dyrektora Gimnazjum Polskiego w Łodzi.
Zmarł 19 listopada 1912 na zapalenie płuc. Został pochowany na Starym Cmentarzu w Łodzi.
W listopadzie 1912 z inicjatywy m.in. Kazimierza Bogusławskiego, Gustawa Geyera i Roberta Geyera zostało utworzone stypendium im. prof. Erazma Szpaczyńskiego przy Szkole Handlowej Kupiectwa Łódzkiego.

## Publikacje

### Książki
- Wandalin Habdank: Teorya prawa wahadłowego wynikającego z powszechnej dwoistości w przyrodzie Drukiem Józefa Zawadzkiego, Wilno – 1882,

### Artykuły
- Оптическiй обманъ въ стереоскопѣ. „Вѣстникъ Опытной Физики и Элементарной Математики” nr 1 s. 10-12, 1886,
- Объ именованныхъ числахъ. „В.О.Ф.Э.М.” nr 4, s. 85-86; nr 8, s. 176-177, 1886,
- Термогальваническiе элементы. „В.О.Ф.Э.М.” nr 11, s. 239-245, 1886,
- Поющiй конденсаторъ. „В.О.Ф.Э.М.” nr 12, s. 271-272, 1886,
- Веньяминъ Франклинъ. „В.О.Ф.Э.М.” nr 101, s. 87-95, 1890,
- По поводу землетрясеній. „В.О.Ф.Э.М.” nr 150, s. 113-120; nr 156, s. 241-248, 1892,
- О новомъ изложеніи ученія объ электричествѣ и магнитизмѣ. „В.О.Ф.Э.М.” nr 157, s. 6-12; nr 167, s. 235-241, 1893,
- Заявленіе редакціи. „В.О.Ф.Э.М.” nr 164, s. 161-162, 1893,
- Къ трисекцiи угла. „В.О.Ф.Э.М.” nr 169, s. 10-12, 1893,
- Блудящiе огоньки. „В.О.Ф.Э.М.” nr 170, s. 30-33, 1893,
- Къ изученiю лучедѣятельности въ природѣ. „В.О.Ф.Э.М.” nr 193, s. 3-12; nr. 200, s. 169-175; nr 212, s. 169-176, 1894,
- Заявленiе прежней редакцiи. „В.О.Ф.Э.М.” nr 260, s. 198-199, 1897,
- Физическiй кабинетъ. „В.О.Ф.Э.М.” nr 302, s. 25-35; nr 307, s. 145-154), 1901,
- Матерiалы для ученическихъ работъ въ физическихъ кабинетахъ. „В.О.Ф.Э.М.” nr 328 s. 82-89; nr 349, s. 8-13; nr 351, s. 62-66, 1902,
- Изъ методологіи физики. Къ вопросу объ основныхъ принципахъ электростатики. „В.О.Ф.Э.М.” nr 344 s. 176-182; nr 345 s. 205-212; nr 346 s. 217-223, 1903,